# Viña Rock
Le Viña Rock, par extension Festival de Arte Nativo Viña Rock, est un festival musical espagnol, organisé annuellement avant chaque 1er mai.  Depuis ses débuts en 1996, le festival compte 17 éditions consécutives à Albacete, Villarrobledo. Pour l'édition 2007, le festival se déplace à Benicàssim, dans la province de Castellón. Pour l'édition 2008, le Viña Rock est organisé à Villarrobledo.
Il est l'un des festivals les plus importants d'Espagne avec le Primavera Sound Barcelona, le FIB Benicasim, le Mad Cool Madrid, le BBK Live Bilbao, et le Resurrection Fest.

## Biographie

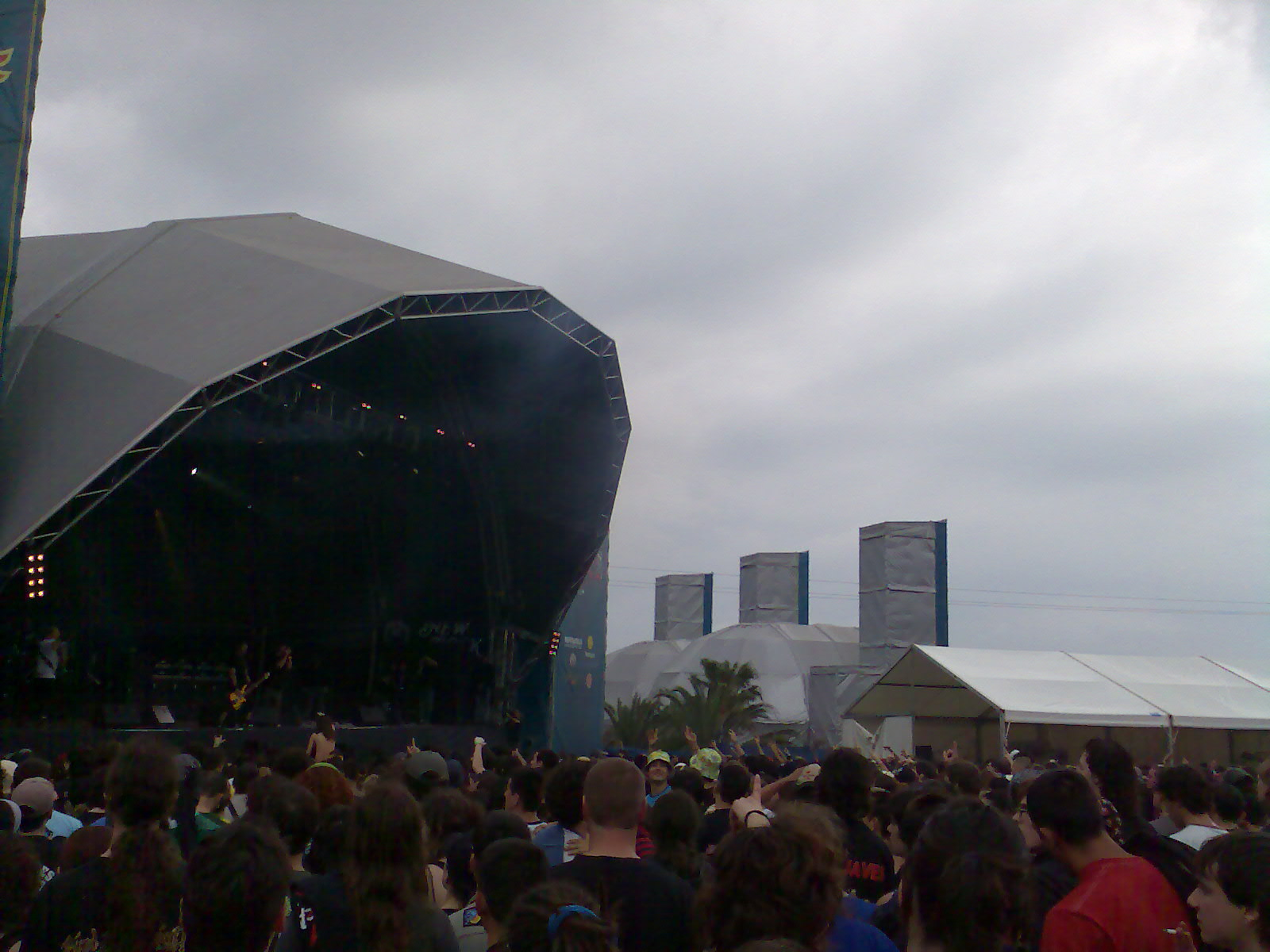
Festival Viña Rock en 2007.

Le festival est créé en 1996 à l'origine sous le nom de Festival Nacional de Música Apocalíptica. À cette période, des groupes comme Platero y Tú, Extremoduro, Los Planetas, Los Enemigos et Australian Blonde y participent. Les premières éditions ont lieu au terrain de sport municipal de Nuestra Señora de la Caridad. En 1999, le festival inclut pour la première fois des groupes latino-américains, en commençant par A.N.I.M.A.L., et en continuant avec le groupe brésilien Sepultura, le groupe mexicain Molotov, le groupe français Sergent Garcia, et le groupe italien Banda Bassotti.
Pour l'édition 2006, qui réunit plus de 86 000 personnes (figures officielles de l'organisation) qui participent aux trois jours de cette édition, quatre entreprises retirent leur parrainage à cause de la présence du groupe basque Soziedad Alkoholika, accusé par l'Asociación Víctimas del Terrorismo de plaidoyer pour le terrorisme. Également dans cette édition, la performance de Ramoncín est boycottée, événement qui a été critiqué par le directeur du festival. Ramoncín est acquitté le 12 janvier 2016 par la Haute Cour nationale).
En 2007, l'organisation décide de déplacer le festival dans la ville de Benicàssim (où le FIB est également célébré), justifiant un besoin d'amélioration dans les installations.